# فومة
فُوْمَة (الاسم العلمي: Phoma)، جنس فطور مجهرية، ترابية، ويحتوي الجنس على العديد من الأنواع المسببة للأمراض النباتية.